# Liste des épisodes de Retour à l'instinct primaire
Vous pouvez aider à l'améliorer ou bien discuter des problèmes sur sa page de discussion.
- Il n'est pas vérifiable et peut contenir des informations totalement erronées. Il est fortement conseillé aux contributeurs d'étayer son contenu par des sources fiables. Sans cela, sa suppression pourrait être envisagée. (si vous venez d'apposer le bandeau, veuillez cliquer sur ce lien pour créer la discussion et en afficher les indications). (Marqué depuis août 2024)
- Il peut contenir un travail inédit ou des déclarations non vérifiées. Vous pouvez l’améliorer en ajoutant des références. (Marqué depuis août 2024)

- Archive Wikiwix
- Bing
- Cairn
- DuckDuckGo
- E. Universalis
- Gallica
- Google
- G. Books
- G. News
- G. Scholar
- Persée
- Qwant
- (zh) Baidu
- (ru) Yandex
- (wd) trouver des œuvres sur Wikidata

Vous pouvez aider à l'améliorer ou bien discuter des problèmes sur sa page de discussion.
- Il ne cite pas suffisamment ses sources. Vous pouvez indiquer les passages à sourcer avec {{référence nécessaire}} ou {{Référence souhaitée}}, et inclure les références utiles en les liant aux notes de bas de page. (Marqué depuis octobre 2018)
- Son texte doit être wikifié : il ne correspond pas à la mise en forme Wikipédia (style, typographie, liens internes, liens entre les wikis, etc.). (Marqué depuis août 2024)

- Archive Wikiwix
- Bing
- Cairn
- DuckDuckGo
- E. Universalis
- Gallica
- Google
- G. Books
- G. News
- G. Scholar
- Persée
- Qwant
- (zh) Baidu
- (ru) Yandex
- (wd) trouver des œuvres sur Wikidata

Cet article présente la liste des épisodes de l'émission de télévision française Retour à l'instinct primaire dans l'ordre de leur première diffusion. 
Retour à l'instinct primaire est une série de téléréalité de 50 minutes diffusée à partir du 29 août 2018 sur RMC Découverte et prend fin au bout de deux saisons en 2019. Il est basé sur le programme américain Naked and Afraid, aussi appelé Seuls et tout nus au Québec. Il est rediffusé sous le titre Naked and afraid : 21 jours pour survivre sur NRJ12 à compter du 25 octobre 2023.

## Première saison (2018)
1. Colombie : Marie et Olivier
2. Afrique du Sud : Julien et Jennifer
3. Afrique du Sud : Gabrielle et Patrick
4. Colombie : Pascale et Eddy
5. Croatie : Sara et Robin
6. Colombie : Emmanuelle et Kevin'
7. Afrique du Sud : Géraldine et Loury
8. Croatie : Maxence et Julie
9. Colombie : Stéphanie et Steven
10. Croatie : Mickael et Bénédicte
11. Croatie : Pascal et Léa
12. Afrique du Sud : Laurent et Valérie[1]

## Deuxième saison (2019)
1. Afrique : Kim et Vincent (52 min)
2. Philippines : Clémentine et Angelo (52 min)
3. Philippines : Pascal et Caroline (52 min)
4. Bulgarie : Thomas et Marine (52 min)
5. Afrique : Louis et Kelig (52 min)
6. Philippines : Samanta et Vincent (52 min)
7. Philippines : Valérie et Michel (52 min)
8. Bulgarie : Diana et Vincent (52 min)
9. Bulgarie : Marie-Anne et Jérémy (52 min)
10. Afrique du Sud : Katia et Sébastien (52 min)
11. Afrique du Sud : Julie et Gérard (52 min)
12. Bulgarie : Chloé et Patrick (52 min)